# Kassina cochranae
Kassina cochranae är en groddjursart som först beskrevs av Arthur Loveridge 1941.  Kassina cochranae ingår i släktet Kassina och familjen gräsgrodor. IUCN kategoriserar arten globalt som nära hotad. Inga underarter finns listade i Catalogue of Life.